# 末音節
末音節(ultima)在語言學裡是指一個單詞的最後音節之意、或稱"倒數第一音節"(倒一音節)。/Penult/指的是"倒數第二音節"(倒二音節)，而/antepenult/指的是"倒數第三音節"(倒三音節)。如果一個單詞只有三個音節，則音節的英语名稱順序如：/antepenult/-/penult/-/ultima/。

## 詞源
末音節一詞/ultima/來自拉丁語，意即為"最後/音節/"。倒二音節/Penult/與倒三音節/antepenult/是來自/paen-ultima/及/ante-paen-ultima/之二詞語的簡縮。倒二音節/Penult/其前綴/paene/為幾乎之意。，而倒三音節/antepenult/其前綴/ante/為之前的意思。

## 古典語言
在拉丁語及古希臘語裡，只有最後三個音節能有重音。在拉丁語裡，一個單詞的重音是依據音节重量，或則倒二音節/penult/的長度來決定的；在希臘語裡，重音的位置及形態是依據元音在末音節/ultima/的長度來決定的。